# سامسونگ اس‌جی‌اچ-دی۹۸۰
سامسونگ اس‌جی‌اچ-دی۹۸۰ یک‌نمونه از گوشی‌های تلفن همراه سری D شرکت سامسونگ می‌باشد که توسط همین شرکت به بازار عرضه شده‌است.